# 科莱科尔维诺
科莱科尔维诺（義大利語：Collecorvino），是意大利佩斯卡拉省的一个市镇。总面积32平方公里，人口5908人，人口密度184.6人/平方公里（2009年）。ISTAT代码为068015。